# آمي سوزوكي
آمي سوزوكي (باليابانية: 鈴木亜美؛ بالكانا: すずき あみ) هي ملحنة وكاتبة غنائية ومغنية وشاعرة وممثلة يابانية، ولدت في 9 فبراير 1982 في زاما في اليابان.

## وصلات خارجية
- الموقع الرسمي
- آمي سوزوكي على موقع IMDb (الإنجليزية)
- آمي سوزوكي على موقع ميوزك برينز (الإنجليزية)
- آمي سوزوكي على موقع ديسكوغز (الإنجليزية)
- آمي سوزوكي على موقع قاعدة بيانات الفيلم (الإنجليزية)